# North Tonawanda
North Tonawanda is een plaats (city) in de Amerikaanse staat New York, en valt bestuurlijk gezien onder Niagara County.

## Demografie
Bij de volkstelling in 2000 werd het aantal inwoners vastgesteld op 33.262.
In 2006 is het aantal inwoners door het United States Census Bureau geschat op 31.770, een daling van 1492 (-4.5%).

## Geografie
Volgens het United States Census Bureau beslaat de plaats een oppervlakte van
28,4 km², waarvan 26,2 km² land en 2,2 km² water.

## Plaatsen in de nabije omgeving
De onderstaande figuur toont nabijgelegen plaatsen in een straal van 16 km rond North Tonawanda.